# Acétazolamide
L'acétazolamide est un inhibiteur de l'anhydrase carbonique utilisé pour traiter le glaucome, les crises d'épilepsie, l'hypertension intracrânienne, le mal des montagnes et parfois dans le traitement des intoxications au méthotrexate, à l'acide salicylique ou aux barbituriques. Pour les patients atteints de glaucome, le médicament accélère l'élimination des bicarbonates et des autres électrolytes des milieux intraoculaires et fait ainsi baisser la pression osmotique et donc la pression intraoculaire. L'acétazolamide nécessite une ordonnance médicale.

## Utilisation
L'acétazolamide est utilisé en cas de glaucome, d'épilepsie et d'alcalose métabolique en soins intensifs, de maladie de Menière, ainsi que dans la prévention du mal des montagnes. C'est également un diurétique.
En association avec les diurétiques de l'anse, il permet une régression des signes congestifs lors d'une insuffisance cardiaque aiguë.

## Effets secondaires
L'acétazolamide provoque une alcalinisation de l'urine à la suite de l'élimination du bicarbonate à la place des protons hydrogène. L'alcalinisation des urines s'accompagne d'une acidification du plasma par perte de bicarbonate. D'autre part il provoque une élimination de potassium, ce qui provoque une kaliurie et peut entraîner une hypokaliémie si on ne recourt pas à une supplémentation potassique.

## Contre-indications
Insuffisance rénale, insuffisance hépatique sévère, allergie aux sulfamides, colique néphrétique à répétition, acidose métabolique hyperchlorémique, hypokaliemie, diabète décompensé (risque d'acidose).
Par ailleurs, l'Acétazolamide est contre-indiqué pendant la grossesse en raison de ses effets toxiques et tératogènes sur le fœtus. Une contraception efficace doit donc être mise en place dès le début du traitement.

## Divers
L'acétazolamide fait partie de la liste des médicaments essentiels de l'Organisation mondiale de la santé (liste mise à jour en avril 2013).